# 太甜蜜
〈太甜蜜〉（英語："Too Sweet"）是愛爾蘭創作歌手赫齐尔的歌曲，於2024年3月22日由Rubyworks唱片、小島唱片和哥伦比亚唱片發行。該曲是2023年迷你專輯《Unheard》的開場曲，並於3月29日以單曲形式發行。該曲發行後於多地榜上有名，也是赫齐尔在英國單曲排行榜和《告示牌》百大單曲榜的首張冠軍單曲。

## 背景
2024年3月6日，Podcast節目「How Long Gone」採訪了赫齐尔，並於節目上播放他下張迷你專輯《Unheard》的片段，但意外加入原先未打算播放的〈太甜蜜〉。粉絲原先認為該片段是專輯另一首歌曲〈Wildflower and Barley〉，並開始以該片段在TikTok製作、發表影片。3月14日，赫齐尔宣佈將發行《Unheard》，其中包含未收錄於他去年發行的錄音室專輯《Unreal Unearth》的歌曲。赫齐尔表示這些歌曲因各種緣由，而無法一同與錄音室專輯發行，但仍有前張專輯的「貪食、煉獄、暴力和向外『上升』」等主題。同日，他在抖音上以繪畫骷髏素描的影片為預告。〈太甜蜜〉於3月22日作為該專輯的開場曲驚喜發行。

## 詞曲
〈太甜蜜〉的曲風較《Unreal Unearth》的歌曲歡快，採用了英國音樂家彼得·蓋布瑞爾早期的風格。對於該曲的歌詞「我直接喝威士忌／喝黑咖啡，三點睡覺」，《滾石》稱赫齐尔唱出了真正夜猫子的節奏。

## 商業表現
2024年3月29日，〈太甜蜜〉於英國單曲排行榜空降第8名，為赫齐尔自2014年歌曲〈帶我到教堂〉後的首張前十名單曲，該曲隔週升至第4名。4月12日，該曲以670萬串流量升至第一，為赫齐尔在英國的首張冠軍單曲。
2024年4月6日，該曲在《告示牌》百大單曲榜首次進榜，達第5名，為赫齐尔的第二張前十名單曲。該曲於三週後升至第一名，打破自〈帶我到教堂〉的紀錄，成為赫齐尔在美國的首張冠軍單曲。同時，赫齐尔是自希妮德·奥康娜於1990年以《Nothing Compares 2 U》奪冠後，再次於《告示牌》百大單曲榜奪冠的愛爾蘭歌手，也是史上第四位於該榜奪冠的愛爾蘭歌手。

## 排行榜
| 排行榜（2024年）                             | 最高排名 |
| -------------------------------------------- | -------- |
| 澳大利亚（澳大利亚唱片业协会榜）             | 1        |
| 奥地利（Ö3四十强单曲榜）                     | 4        |
| 比利时佛兰德（Ultratop五十强单曲榜）         | 18       |
| 比利时瓦隆（Ultratop五十强单曲榜）           | 34       |
| 巴西（Brasil Hot 100）                       | 41       |
| 加拿大（Canadian Hot 100）                   | 2        |
| 加拿大（《告示牌》Canada CHR）               | 31       |
| 加拿大（《告示牌》Canada Rock）              | 24       |
| 克羅地亞（《告示牌》Croatia Songs）          | 12       |
| 克羅地亞（克羅地亞廣播電視台）               | 15       |
| 捷克（百強數位單曲榜）                       | 4        |
| 丹麥（Tracklisten）                          | 5        |
| 芬兰（芬蘭官方單曲榜）                       | 23       |
| 法國（法國唱片出版業公會)                    | 48       |
| 德国（德國官方單曲榜）                       | 10       |
| 全球（Billboard Global 200）                 | 1        |
| 希臘（國際唱片業協會希臘分會）               | 4        |
| 匈牙利（四十強單曲榜）                       | 14       |
| 冰島（Plötutíðindi）                         | 1        |
| 印度（印度音乐产业协会）                     | 17       |
| 愛爾蘭（愛爾蘭唱片音樂協會单曲榜）           | 1        |
| 意大利（意大利音乐产业联盟）                 | 82       |
| 拉脱维亚（拉脱维亚表演者和制片人协会）       | 3        |
| 拉脱维亚（拉脱维亚表演者和制片人协会電台榜） | 8        |
| 立陶宛（AGATA）                              | 2        |
| 卢森堡（Billboard）                          | 6        |
| MENA（國際唱片業協會）                       | 15       |
| 荷兰（荷蘭四十強單曲榜）                     | 19       |
| 荷兰（百强单曲榜）                           | 9        |
| 新西兰（新西兰唱片音乐协会）                 | 1        |
| 奈及利亞（TurnTable Top 100）                | 57       |
| 挪威（世道榜）                               | 1        |
| 波蘭（波蘭百大串流榜）                       | 15       |
| 葡萄牙（葡萄牙唱片業協會单曲榜）             | 13       |
| 新加坡（新加坡唱片業協會）                   | 8        |
| 斯洛伐克（百強數位單曲榜）                   | 9        |
| 南非（《告示牌》South Africa Songs）         | 6        |
| 瑞典（瑞典最熱榜）                           | 5        |
| 瑞士（瑞士热门音乐榜）                       | 5        |
| 阿拉伯聯合大公國（國際唱片業協會）           | 7        |
| 英國（官方榜单公司單曲榜）                   | 1        |
| 美国（《告示牌》百大單曲榜）                 | 1        |
| 美國（《告示牌》Adult Pop Airplay）          | 14       |
| 美國（《告示牌》Hot Rock Songs）             | 1        |
| 美國（《告示牌》Pop Airplay）                | 17       |
| 美國（《告示牌》Rock Airplay）               | 14       |

## 銷量認證
| 地區                           | 认证 | 认证单位/销量 |
| ------------------------------ | ---- | ------------- |
| 澳大利亚（澳大利亚唱片业协会） | 金   | 35,000‡       |
| 新西兰（新西兰唱片音乐协会）   | 白金 | 30,000‡       |
| 波兰（波蘭音像製造商協會）     | 金   | 25,000‡       |
| 英国（英国唱片业协会）         | 金   | 400,000‡      |
| 美国（美國唱片業協會）         | 白金 | 1,000,000‡    |
| ‡僅含認證的+實際銷量           |      |               |

## 發行歷史
| 地區   | 日期          | 格式     | 廠牌     | 參考   |
| ------ | ------------- | -------- | -------- | ------ |
| 義大利 | 2024年3月29日 | 电台播放 | 环球音乐 | [ 65 ] |